# HCFC1
La factor celular hospedador C1 (HCFC1) es una proteína codificada en humanos por el gen HCFC1.
Este gen pertenece a la familia de factores celulares hospedadores y codifica una proteína con cinco repeticiones Kelch, un motivo tipo fibronectina y seis repeticiones HCF, cada una de las cuales contiene una señal de digestión altamente específica. Este coactivador nuclear es proteolíticamente digerido en uno de los seis sitios posibles, lo que genera una cadena N-terminal en la correspondiente cadena C-terminal. La forma final de esta proteína consiste en una unión no covalente de las cadenas N- y C-terminal. HCFC1 está implicada en el control del ciclo celular y en la regulación transcripcional durante la infección del virus del herpes. Se han descrito diversas variantes transcripcionales de este gen, que codifican diferentes isoformas de la proteína, aunque no todas las variantes han sido completamente caracterizadas.

## Interacciones
La proteína HCFC1 ha demostrado ser capaz de interaccionar con:
- HDAC1[3]
- HDAC2[3]
- OGT[3]
- SIN3A[4][3]
- SUDS3[3]
- ZBTB17[5]
- Sp1[3][6]
- MLL[4]
- PPP1CA[7]
- POU2F1[8][9]
- PDCD2[10]
- WDR5[4][3]
- CREB3[11][12]
- GABPA[13]